# 2022年中華民國空軍AIDC AT-3墜毀事故
2022年中华民国空军AIDC AT-3坠毁事故是一起中華民國空軍飛行訓練意外墜亡事件，2022年5月31日，國軍一名飞行员在駕駛AIDC AT-3飞行训练中坠机身亡，这是國軍2022年发生的第二起飞行员坠机死亡事故，也是自2022年以来发生在中华民国的第三起飞机损毁事故。事发后中華民國空軍軍官學校已暂停所有飞行训练。

## 事件資訊

#### 事故经过
中華民國空軍司令部參謀長黄志伟中在新闻发布会上说，徐大钧所驾驶的AT-3在08:03从空軍官校起飛后在外三边准备加入机场衝场就失联，还没做第一次触地重飞的动作，在报到点上报告飞机状况正常，接着在08:06时候雷达上的光点就消失了。并岡山區田厝一路墜機。黄志伟表示，徐大钧当日早些时候曾与教官一起飞行，发生事故时正展开第二次单飞训练。

#### 机组人员
据黄志伟介绍，徐大钧今年23岁，毕业于中华民国空军官校。未婚，飞行总时数116小时20分，体检、航空生理及求生训练均合格。黄志伟还告诉记者，急救人员在飞机残骸附近发现了徐大钧的遗体。經初步相驗，遺體有部分受損，全身多處骨折且有灼傷。但并不清楚他是否曾试图弹射。对坠机的调查正在进行中。

## 事故调查
- 据中华民国空军司令部，事故原因还在调查中。且飞行员在坠机前没有报告飞机有问题，坠毁前也没有发出遇险信号，而且当时附近的天气条件也良好[6]

- 黄志伟说，失事的AT-3型，机号0852，机身时间为6,068小时，上次执行周检出站时间为2022年2月17日，出站後迄今已飛行77小時，近一年无重大修护事件。空军司令刘任远上将、副司令孙连胜中将也都已赶赴高雄指挥、处置此事AT-3教练机失事的后续调查[4]。

## 社会反应
中華民國总统府发言人张惇涵在坠机事故发生后表示，“总统蔡英文对于英勇国军不幸殉职深感哀恸不舍”，已指示国防部彻底厘清事故原因，并全力协助飞官家属处理后续事宜。蔡英文总统在脸书表示遗憾、难过和不舍，并指示国防部厘清事故原因，全力协助家属善后。空军司令则宣布暂停所有空军官校学员的飞行训练任务。：“对这一损失‘深感悲痛’，并已指示国防部调查发生的情况。